# Богданов, Пётр Моисеевич
Пётр Моисеевич Богданов (1920—1945) — старший лейтенант Рабоче-крестьянской Красной Армии, участник Великой Отечественной войны, Герой Советского Союза (1945).

## Биография
Пётр Богданов родился 6 июня 1920 года в деревне Еханово (ныне — Духовщинский район Смоленской области) в крестьянской семье. В 1940 году окончил Шиловичскую среднюю школу. В июне 1940 года был призван на службу в Рабоче-крестьянскую Красную Армию, учился в Борисовском военно-инженерном училище. С 1941 года — на фронтах Великой Отечественной войны. Участвовал в боях на Крымском, Юго-Западном, Северо-Кавказском фронтах. Был командиром стрелкового взвода, сапёрной роты, сапёрно-инженерного батальона. В боях трижды был ранен. В ноябре 1943 года Богданов был направлен на учёбу в Высшую офицерскую инженерную школу, но, не закончив обучение, по собственному желанию вернулся на фронт летом 1944 года. Участвовал в освобождении Польши, боях в Германии. К январю 1945 года старший лейтенант Пётр Богданов командовал ротой 108-го отдельного моторизованного штурмового инженерно-сапёрного батальона 23-й моторизованной инженерно-сапёрной бригады 1-го Украинского фронта. Отличился во время форсирования Одера.
В ночь с 30 на 31 января 1945 года Богданов получил приказ о постройке моста к северо-западу от города Бреслау (ныне — Вроцлав, Польша) для переправы техники. Успешно организовал строительство, лично руководил им. 1 февраля 1945 года погиб в бою. Похоронен в населённом пункте Пенгув в 15 километрах к северо-западу от Вроцлава.
Указом Президиума Верховного Совета СССР от 10 апреля 1945 года за «образцовое выполнение боевых заданий командования на фронте борьбы с немецко-фашистским захватчиками и проявленные при этом мужество и героизм» старший лейтенант Пётр Богданов посмертно был удостоен высокого звания Героя Советского Союза. Также был награждён орденом Ленина и рядом медалей.

## Память
В с. Кочубеевском в честь Героя названа улица и установлена мемориальная доска на Аллее Славы в центральном парке